# Аргентина на летних Олимпийских играх 1900
Аргентина впервые участвовала на летних Олимпийских играх 1900 и была представлена одним спортсменом в фехтовании, который не выиграл ни одной медали.

## Результаты соревнований

### Фехтование
| Соревнование | Спортсмены    | Первый раунд | Четвертьфинал | Полуфинал | Финал | Финал | Финал     |
| Соревнование | Спортсмены    | Место        | Место         | Место     | Место | Побед | Поражений |
| ------------ | ------------- | ------------ | ------------- | --------- | ----- | ----- | --------- |
| Шпага        | Эдуардо Камет | 2            | 2             | 3         | 5     | 2     | 3         |